# Naantali
Naantali este o comună din Finlanda.